# Província de Tipaza
La província o wilaya de Tipaza (àrab: ولاية تيبازة, wilāyat Tibāza) és una província o wilaya situada a la costa d'Algèria. La seva capital és la ciutat de Tipaza, 50 quilòmetres a l'oest de la capital Alger. Altres localitats de la regió són Attatba, Damous, Gouraya, Cheraga, Cherchell, Draria, Koléa, Menaceur, Messelmoun i Staoueli.